# Classement mondial UCI 2020
Navigation
Édition précédente Édition suivante
Le Classement mondial UCI 2020 est la cinquième édition du Classement mondial UCI. Ce classement est utilisé par l'Union cycliste internationale depuis le 10 janvier 2016, pour classer les coureurs cyclistes sur route masculins. Il tient compte des résultats des 52 dernières semaines selon un barème précis. Un classement par pays et par équipes sont également calculés.

## Règlement
Les classements sont mis à jour chaque mardi à 2 heures HEC et comprennent les résultats enregistrés jusqu'à cet horaire. À noter que le classement ne prend en compte qu'un championnat du monde et continental. Si un de ces championnats est organisé avant ou après les 52 semaines suivant la précédente édition, seule l'édition la plus récente est prise en compte. Dans le cas où un championnat n'est pas organisé durant une saison, alors les points sont valables 52 semaines.
Par rapport à 2019, le mode de calcul du classement par équipes est revu. Il prend en compte le total des points des 10 meilleurs coureurs de chaque équipe obtenus depuis le début de la saison et il est donc remis à zéro au début de la saison.

## Évolution
Le Slovène Primož Roglič occupe la tête du classement mondial depuis le 15 septembre 2019. La Belgique est à la première place du classement par pays depuis le 18 août 2019. Le 15 mars 2020, l'UCI annonce qu'en raison de la pandémie de Covid-19, elle suspend tous les classements pour toutes les épreuves figurant au calendrier international UCI, toutes disciplines confondues, jusqu'à nouvel ordre et gèle les attributions des points durant cette période.
Non calculé depuis le 17 mars, le classement UCI est remis à jour le 4 août, avec quelques précisions. « Les points acquis sur les épreuves en 2019 sont conservés dans les classements jusqu'à l’organisation de la même épreuve en 2020. Les points 2019 des épreuves définitivement annulées en 2020 sont retirés après 52 semaines ».
À l'issue de la saison qui se termine exceptionnellement en novembre, Primož Roglič termine numéro un mondial, la formation Jumbo-Visma gagne le classement par équipes et la France le classement par nations,.
| # | Coureur       | Début      | Fin        | Semaine(s) |
| - | ------------- | ---------- | ---------- | ---------- |
| 1 | Primož Roglič | 27/10/2019 | 26/10/2020 | 33         |
| 2 | Tadej Pogačar | 27/10/2020 | 09/11/2020 | 2          |
| 3 | Primož Roglič | 10/11/2020 | 10/11/2020 | 1          |

| # | Pays     | Début      | Fin        | Semaine(s) |
| - | -------- | ---------- | ---------- | ---------- |
| 1 | Belgique | 27/10/2019 | 03/08/2020 | 21         |
| 2 | Italie   | 04/08/2020 | 10/08/2020 | 1          |
| 3 | Belgique | 11/08/2020 | 24/08/2020 | 2          |
| 4 | Italie   | 25/08/2020 | 21/09/2020 | 4          |
| 5 | Slovénie | 22/09/2020 | 09/11/2020 | 7          |
| 6 | France   | 10/11/2020 | 10/11/2020 | 1          |

## Classements 2020
L'UCI considère que les classements pour l'année 2020 sont calculés du 27 octobre 2019 au 10 novembre 2020. Le classement UCI par équipes est le seul qui n'est pas roulant sur 52 semaines : seuls les points acquis depuis le 1er janvier sont comptabilisés.
| Classement UCI (individuel) au 10 novembre 2020 | Classement UCI (individuel) au 10 novembre 2020 | Classement UCI (individuel) au 10 novembre 2020 | Classement UCI (individuel) au 10 novembre 2020 | Classement UCI (individuel) au 10 novembre 2020 | Classement UCI (individuel) au 10 novembre 2020 | Classement UCI (individuel) au 10 novembre 2020 |
| #                                               | Coureur                                         | Pays                                            | Équipe                                          | Points                                          | Précédent                                       | Évolution                                       |
| ----------------------------------------------- | ----------------------------------------------- | ----------------------------------------------- | ----------------------------------------------- | ----------------------------------------------- | ----------------------------------------------- | ----------------------------------------------- |
| 1                                               | Primož Roglič                                   | Slovénie                                        | Team Jumbo-Visma                                | 4237                                            | 2                                               | +1                                              |
| 2                                               | Tadej Pogačar                                   | Slovénie                                        | UAE Team Emirates                               | 3055                                            | 1                                               | -1                                              |
| 3                                               | Wout van Aert                                   | Belgique                                        | Team Jumbo-Visma                                | 2700                                            | 3                                               | en stagnation                                   |
| 4                                               | Mathieu van der Poel                            | Pays-Bas                                        | Alpecin-Fenix                                   | 2040                                            | 5                                               | +1                                              |
| 5                                               | Jakob Fuglsang                                  | Danemark                                        | Astana Pro Team                                 | 1961                                            | 4                                               | -1                                              |
| 6                                               | Julian Alaphilippe                              | France                                          | Deceuninck-Quick Step                           | 1795.83                                         | 6                                               | en stagnation                                   |
| 7                                               | Richie Porte                                    | Australie                                       | Trek-Segafredo                                  | 1733                                            | 7                                               | en stagnation                                   |
| 8                                               | Diego Ulissi                                    | Italie                                          | UAE Team Emirates                               | 1671                                            | 8                                               | en stagnation                                   |
| 9                                               | Arnaud Démare                                   | France                                          | Groupama-FDJ                                    | 1550                                            | 10                                              | +1                                              |
| 10                                              | Marc Hirschi                                    | Suisse                                          | Team Sunweb                                     | 1430                                            | 12                                              | +2                                              |

| Classement UCI (par équipes) au 10 novembre 2020 | Classement UCI (par équipes) au 10 novembre 2020 | Classement UCI (par équipes) au 10 novembre 2020 | Classement UCI (par équipes) au 10 novembre 2020 | Classement UCI (par équipes) au 10 novembre 2020 |
| #                                                | Pays                                             | Points                                           | Précédent                                        | Évolution                                        |
| ------------------------------------------------ | ------------------------------------------------ | ------------------------------------------------ | ------------------------------------------------ | ------------------------------------------------ |
| 1                                                | Jumbo-Visma                                      | 9919                                             | 2                                                | +1                                               |
| 2                                                | Deceuninck-Quick Step                            | 9776.16                                          | 1                                                | -1                                               |
| 3                                                | UAE Team Emirates                                | 8503                                             | 3                                                | en stagnation                                    |
| 4                                                | Ineos Grenadiers                                 | 7628.33                                          | 5                                                | +1                                               |
| 5                                                | Team Sunweb                                      | 7582.71                                          | 4                                                | -1                                               |
| 6                                                | Bora-Hansgrohe                                   | 6738.5                                           | 7                                                | +1                                               |
| 7                                                | Astana Pro Team                                  | 6612                                             | 8                                                | +1                                               |
| 8                                                | Trek-Segafredo                                   | 6591                                             | 6                                                | -2                                               |
| 9                                                | Groupama-FDJ                                     | 5614                                             | 9                                                | en stagnation                                    |
| 10                                               | EF Pro Cycling                                   | 5576.99                                          | 11                                               | +1                                               |

| Classement UCI (par pays) au 10 novembre 2020 | Classement UCI (par pays) au 10 novembre 2020 | Classement UCI (par pays) au 10 novembre 2020 | Classement UCI (par pays) au 10 novembre 2020 | Classement UCI (par pays) au 10 novembre 2020 |
| #                                             | Pays                                          | Points                                        | Précédent                                     | Évolution                                     |
| --------------------------------------------- | --------------------------------------------- | --------------------------------------------- | --------------------------------------------- | --------------------------------------------- |
| 1                                             | France                                        | 9542.83                                       | 2                                             | +1                                            |
| 2                                             | Slovénie                                      | 8824                                          | 1                                             | -1                                            |
| 3                                             | Belgique                                      | 8530                                          | 3                                             | en stagnation                                 |
| 4                                             | Italie                                        | 7375                                          | 4                                             | en stagnation                                 |
| 5                                             | Australie                                     | 6468                                          | 6                                             | +1                                            |
| 6                                             | Pays-Bas                                      | 6249                                          | 5                                             | -1                                            |
| 7                                             | Danemark                                      | 5423                                          | 8                                             | +1                                            |
| 8                                             | Grande-Bretagne                               | 5299.16                                       | 11                                            | +3                                            |
| 9                                             | Allemagne                                     | 5242.83                                       | 10                                            | +1                                            |
| 10                                            | Espagne                                       | 4992                                          | 9                                             | -1                                            |